# Alfonsine
Alfonsine is een gemeente in de Italiaanse provincie Ravenna (regio Emilia-Romagna) en telt 11.739 inwoners (31-12-2004). De oppervlakte bedraagt 106,8 km2, de bevolkingsdichtheid is 111 inwoners per km2.
De volgende frazioni maken deel uit van de gemeente: Fiumazzo, Taglio Corelli, Villa Pianta, Filo, Longastrino, Borgo Gallina, Borgo Seganti.

## Demografie
Alfonsine telt ongeveer 5021 huishoudens. Het aantal inwoners daalde in de periode 1991-2001 met 3,5% volgens cijfers uit de tienjaarlijkse volkstellingen van ISTAT.
| Jaar | Inwoneraantal |
| ---- | ------------- |
| 1991 | 12.151        |
| 2001 | 11.724        |

## Geografie
Alfonsine grenst aan de volgende gemeenten: Argenta (FE), Bagnacavallo, Conselice, Fusignano, Lugo, Ravenna.

## Geboren in
- Vincenzo Monti (1754-1828), dichter